# Język orya
Język orya (a. oria, uria), także: warpok (a. warpu, wairpu), yap zi ol – język papuaski używany w prowincji Papua w Indonezji, przez grupę ludności na południowy zachód od terytorium języka nimboran. Według danych z 1985 roku posługuje się nim 1600 osób.
Dzieli się na dialekty: zachodni (barat), wschodni (timur), yapsi-taja. Różnice dialektalne zostały określone jako niewielkie.
Z danych publikacji Peta Bahasa wynika, że jego użytkownicy zamieszkują wieś Beneik (dystrykt Unurum Guay, kabupaten Jayapura) oraz okoliczne miejscowości. Ethnologue (wyd. 22, 2019) do obszaru tego języka zalicza wsie: Taja, Wamho i Witi (dystrykty Bonggo, Lereh i Unurum Guay, kabupateny Jayapura i Sarmi).
Według danych Ethnologue przeważnie jest przyswajany przez dzieci, choć najbardziej intensywne jego użycie odnotowano wśród osób dorosłych. Częsta jest wielojęzyczność; inne znane języki to indonezyjski, malajski papuaski i sause.
„Orya” to nazwa jednej ze wsi, która uchodzi za miejsce pochodzenia grupy etnicznej; określenie to przyjęło się również jako nazwa języka. Wcześniej używana forma „uria” wynika z powielonego błędu w pisowni. Inne rodzime określenie to „yap zi ol” (yap zi – „ludność wnętrza lądu”). Określenie „warpok” zostało nadane przez lud Nimboran.
Jest zapisywany alfabetem łacińskim.